# 模範タクシー

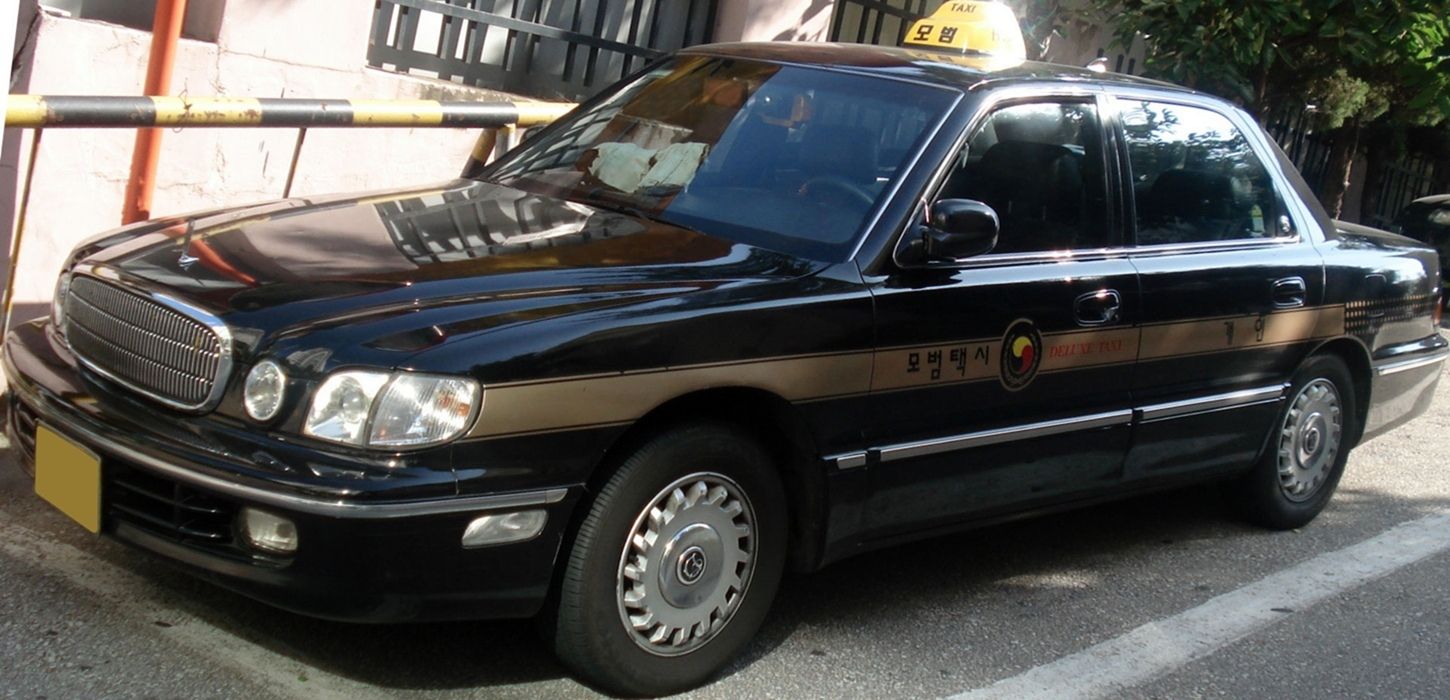
模範タクシー仕様の後期ダイナスティ。

模範タクシー（もはんタクシー、ハングル: 모범택시）とは、韓国のタクシーの中でも、一般の法人タクシーや個人タクシーよりも上位の高級なタクシーである。

## 概要
模範タクシーは一般のタクシーよりもより高給で快適なサービスを提供する代わりに、それらよりも高額な料金設定となっている。
タクシードライバーに求められる経歴としては二種免許とタクシー運転資格を取得し、更には個人タクシーの5年間無事故運行経歴が必要となる。その一方で一般のタクシーとは異なり、事業区域に関係なく乗客を載せることが可能である。また車両に関しても一般タクシーよりも高級な車両が用いられる傾向にある。

## 主に使用される車種
- ヒョンデ
  - グレンジャー
  - ダイナスティ
  - エクウス
- KGモビリティ(旧：サンヨン)
  - チェアマン